# Улей (игра)
У́лей (англ. Hive) — настольная игра на тему беспозвоночных, разработанная Джоном Ианни (John Yianni) и опубликованная в 2001 году компанией Gen Four Two. Издатель в России — компания «Мосигра». Цель игры в «Улей» — окружить и захватить королеву пчел противника. «Улей» относится к категории абстрактных стратегических игр.
В отличие от других игр, в которых игроки выкладывают фишки, в «Улье» выложенные фишки можно перемещать после размещения — как шахматные фигуры. Поэтому игровой процесс напоминает другие абстрактные стратегические настольные игры. При этом в отличие от классических игр этого жанра для игры не требуется доска, вместо этого фигуры размещаются на произвольной плоской поверхности.

## Содержимое игры
Обитатели улья изображаются в игре шестиугольными фишками. Первое и второе издания использовали деревянные фишки с разноцветными изображениями беспозвоночных на синем и серебряном фоне. В текущем (третьем) издании используются черные и бежевые бакелитовые фишки, на которых вытравлены одноцветные изображения.
Всего набор игры в «Улей» состоит из 22 фигур, по 11 на каждого игрока. Указанные ниже цвета относятся к третьему изданию игры, в первых двух изданиях каждое беспозвоночное разноцветное.
- 1 королева пчёл (золотой)
- 2 паука (коричневый)
- 2 жука (фиолетовый)
- 3 кузнечика (зелёный)
- 3 муравья-солдата (синий)

Кроме этого, в комплект поставки входит сумка для перевозки набора (в текущем издании — нейлоновая сумка на молнии, в старых — сумка на завязках). Благодаря прочности фишек и отсутствия доски, в «Улей» можно играть где угодно, единственное требование состоит в наличии относительно плоской поверхности.
В 2011 году вышло «чёрно-белое» издание, содержащее следующие изменения:
- Фишки полностью чёрно-белые (белые насекомые на чёрном фоне или наоборот).
- В набор включены дополнения «Москит» и «Божья коровка». Содержимое описано в разделе «Дополнения».

## Игровой процесс

### Подготовка к игре и расстановка фишек
В начале игры каждый игрок берёт себе все свои фишки. Скрывать не расставленные фишки бессмысленно, так как игроки в каждый момент знают, какие фишки уже расставлены, а тем самым, и оставшиеся у противника фишки. По правилам начинают белые, но часто игроки определяют право первого хода по-другому, чтобы позволить каждому играть любимым цветом.
В свой ход игрок может выложить из запаса новую фигуру или переместить выложенную фигуру в соответствии с правилами хода (только в случае, если его королева пчел уже выложена). При размещении новой фишки она должна касаться своих фишек и не должна касаться фишек соперника. Исключение — размещение первой фишки каждого игрока. Самая первая фишка не должна касаться ничего, а первая фишка второго игрока должна касаться первой фишки противника (правило единого улья). При перемещении фишка может касаться произвольных других фишек, а в конце хода она должна прилегать по меньшей мере к одной другой фишке.
Разместив свою королеву пчел, игрок получает возможность выбора, размещает он в свой ход новую фишку или перемещает одну из уже размещенных. Улей разрастается, и некоторые фишки оказываются окруженными. Поэтому стратегия размещения фишек состоит в том, чтобы размещать более сильные фигуры позже, чтобы они не оказывались окруженными немедленно.
Королева пчел должна быть выложена в один из первых четырех ходов. Пока игрок не выложит свою королеву, он не может перемещать фигуры. Поэтому обычно имеет смысл разместить королеву в один из первых ходов, а не ждать, пока на четвертом ходу это придется сделать согласно правилам.

### Перемещение
Перемещение фигур в «Улье» основано на том, что фишки имеют форму правильных шестиугольников. Фишки размещаются так, чтобы они касались (по одной из сторон) другой фишки. Перемещение на один шаг означает перестановку фигуры в соседнюю шестиугольную «клетку», которая имеет общую сторону с клеткой, с которой начинается ход, а также по меньшей мере с одной другой фишкой. Хотя в игре не используется доска, воображаемое игровое поле состоит из бесконечной решетки шестиугольных сот.
Важным правилом является «правило единого улья»: ни во время перемещения фигуры, ни в конце она не должна располагаться так, чтобы существовали две не связанные между собой группы фишек. При этом важно, что правило проверяется не только в конце хода, но и на каждом шаге во время перемещения — если на одном из шагов улей распадается, ход недопустим. Это правило позволяет применять следующую тактику «блокировки» фигур противника: собственная фигура перемещается на внешнюю сторону фигуры противника, и та не может больше сделать ход, так как любое перемещение отделило бы фигуру с внешней стороны от остальных.
Обычно фишки перемещаются по периметру улья, а перемещение в клетки, которые частично или полностью окружены, недопустимы. Из этого правила существует два исключения.
- Перемещения королевы пчел ограничены, она может перемещаться только на одну клетку за ход. Тем не менее, перемещение королевы в правильный момент может помочь ей избежать окружения и расстроить планы соперника.
- Жук также может перемещаться на одну клетку за ход. При этом жук может также взобраться «на» одну из соседних клеток и впоследствии перемещаться поверх улья. Фигура, поверх которой располагается жук, не может перемещаться, а цвет занимаемой «клетки» (для размещения новых фигур) считается цветом жука. Жуки могут взбираться поверх других жуков. Теоретически так можно построить «башню» из пяти фишек (все четыре жука друг на друге и на ещё одной фигуре в самом низу). Жук, находящийся поверх улья, может сползти обратно в улей как у границы, так и в окруженной клетке.
- Паук перемещается ровно на три шага по периметру улья. Полезность пауков в конце игры, когда улей становится большим, падает, но в начале они могут использоваться в качестве базы для размещения новых фишек или как быстрая атакующая фигура. Правильно размещенный паук способен сыграть важную роль и на более поздних стадиях игры.
- Кузнечик перемещается только прыжками. Ход кузнечика — прыжок через одну или несколько фигур по прямой. В конце хода кузнечик занимает первую свободную клетку на другой стороне. Кузнечик может совершать прыжки только стороной вперед (максимум 6 разных направлений). Кузнечик может быстро перемещаться с одной стороны поля на другую и (также, как жук) способен перемещаться внутрь замкнутых пространств.
- Муравей-солдат, как паук и королева, перемещается только по краю улья, но на произвольное число шагов. Благодаря этому муравей становится мощной фигурой, способной захватить фигуру соперника или освободить собственную фигуру, где бы на периметре улья они не находились.

В официальной онлайн-версии игры, если игрок не может сделать ход, его соперник получает этот ход.

### Окончание игры
Игра заканчивается, когда одна из королев пчел оказывается окружена со всех сторон (неважно, фигурами какого цвета). Игра заканчивается вничью, если ход приводит к одновременному окружению обеих королев, или когда игроки могут по очереди делать ходы, возвращающие игру к одной и той же ситуации (пат).

## Первые ходы
Существует множество способов начать игру, но издатель рекомендует два основных варианта:
- Паук — королева — муравей (расположенные буквой V, паук впереди). Это гибкое начало, позволяющее королеве максимально свободно перемещаться и рано вводящее в игру муравья.
- Королева — паук — паук (расположенные буквой V, королева впереди). Агрессивное начало, позволяющее начать перемещение уже на третьем ходу чтобы быстро атаковать соперника и блокировать его фигуры. Несмотря на это, некоторые игроки не согласны с этим утверждением из-за относительной слабости пауков. Кроме того, если противник начнет схожим образом, часто появляется возможность свести игру к ничьей, так как королевы расположены рядом.  По этой причине в турнирах размещение королевы на первом ходу запрещено. Очень похожим является начало королева — паук — муравей.

Другие варианты начала опираются на жуков или кузнечиков. В зависимости от того, какую форму улей принимает в дальнейшем, жук или кузнечик будут в состоянии выскочить (или выползти) со своей начальной позиции, в то время как паук или муравей вынуждены были бы провести там всю оставшуюся игру.
Не следует оттягивать размещение собственной королевы на четвертый ход. Во-первых, до этого фигуры не смогут перемещаться, а во-вторых, существует риск, что игрок будет вынужден выложить ряд фигур, которые сразу будут заблокированы. Не рекомендуется также выкладывать на первом ходу муравья: первая выложенная фигура часто рано оказывается окруженной, и игрок останется без одного муравья, что сильно уменьшает его шансы.

## Базовые стратегические советы
- Базовая стратегия состоит в том, чтобы контролировать периметр улья, блокируя фигуры противника внутри. Для этой задачи лучше всего подходят муравьи, способные мгновенно перемещаться на требуемые позиции, однако занятые этим муравьи не могут атаковать королеву противника или защищать свою. Правильно размещенные пауки и кузнечики способны быстро перемещаться и блокировать фигуры противника, так что муравьи могут выполнять более важные задачи.
- Старайтесь как можно раньше блокировать королеву противника. Чем раньше она не сможет двигаться, тем легче её будет окружить.
- При окружении королевы и противника убедитесь, что она заблокирована (блокировка обычно осуществляется путём перемещения одной из своих фигур так, чтобы она прилегала только к королеве). Три или четыре взаимосвязанные фигуры в окружении часто позволяют королеве ускользнуть.
- Всегда ищите возможности перемещать собственную королеву. Иногда королеве удается самой заблокировать несколько фигур противника и серьёзно нарушить его планы.
- Часто используемая тактика состоит в перемещении жука поверх королевы противника. Таким образом королева лишается возможности перемещаться, а её клетка считается клеткой своего цвета, поэтому можно окружить королеву, просто выкладывая новые фишки. Наконец, противник теряет возможность заблокировать одну из клеток рядом со своей королевой, так как жук может в любой момент сползти туда. Эта тактика делает жуков очень важными фигурами в середине игры и в эндшпиле. Обороняющийся игрок должен попытаться заблокировать жуков противника или накрыть их собственными жуками. Имеет смысл накрыть жука противника, даже если он уже находится поверх королевы, так как он потеряет возможность сползти в последнюю незанятую клетку, а противник не сможет размещать свои фигуры.
- Рекомендуется вводить кузнечиков в игру на поздних стадиях, так как это позволяет использовать их с максимальной эффективностью, быстро перемещая их по улью или используя их для окружения королевы противника.

## Дополнения: Москит, Божья коровка, Мокрица
Официальные дополнения:
- Улей: Москит / Hive: The Mosquito (2007)
- Улей: Божья коровка / Hive: The Ladybug (2010)
- Улей: Мокрица / Hive: The Pillbug (2013)

В 2007 году было выпущено специальное издание, в котором каждый игрок получал дополнительную фигуру «москит». Москит играет роль «джокера» — будучи размещенным, москит превращается в фигуру, которую он в этот момент касается, поэтому его перемещение и способности изменяются в течение игры. К примеру, москит, расположенный рядом с фигурами кузнечика и муравья, может либо совершить прыжок по правилам кузнечика, либо совершить перемещение по периметру, как муравей. Следующий ход москит делает в соответствии с правилами любой из фигур, которых он касается теперь. Если москит перемещается поверх улья (способность жука), он остается жуком до тех пор, пока не слезет обратно.
В 2010 году было объявлено о работе над дополнением «Божья коровка». Оно было представлено на выставке в Эссене в 2010 году. Божья коровка перемещается ровно на три клетки: взбирается сверху на фигуру, делает ход поверх улья и спускается вниз. Она не может перемещаться по периметру улья и не имеет права заканчивать ход наверху (в отличие от жука). Дополнение было выпущено в начале 2011 года.
В 2013 году вышло дополнение «Мокрица» (Pillbug). Мокрица может перемещаться как королева или может перемещать незаблокированные Жуками вражеские фигуры на соседнее рядом с собой место.
Неофициальные дополнения:
- Улей: Скорпион / Hive: The Scorpion
- Улей: Мотылек / Hive: The Moth
- Улей: Стрекоза / Hive: The Dragonfly

Малоизвестные, экспериментальные дополнения:
- Улей: Блоха / Hive: The Flea
- Улей: Богомол / Hive: The Praying Mantis
- Улей: Оса / Hive: The Wasp
- Улей: Изумрудная тараканья оса / Hive: The Jewel Wasp
- Улей: Сороконожка / Hive: The Centipede
- Улей: Скарабей
- Улей: Полукруг
- Улей: Бабочка / The Butterfly
- Улей: Червь / The Worm

## Версии для iPhone и iPod Touch
«Улей» доступен в различных электронных изданиях. Компания Lotusland Studios опубликовала первоначальную версию игры и несколько вариаций для iPhone и iPod Touch.